# Testul Turing

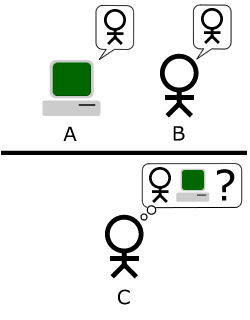
Interpretarea standard a Testului Turing

Testul Turing este un experiment din domeniul inteligenței artificiale care își propune să dea răspuns la întrebarea dificilă „Pot (sau vor putea) mașinile să gândească?”. A fost conceput de matematicianul și informaticianul britanic Alan Turing în 1950. Practic e vorba doar de mașini de calcul care pot fi programate astfel încât să se comporte mai mult sau mai puțin asemănător oamenilor, prin aceea că acceptă întrebări formulate într-un limbaj natural (nu de programare) și dau răspunsuri mai mult sau mai puțin rezonabile.
Una din variantele de a afla dacă o mașină e în stare să "gândească" este să o supunem testului. Conform acestui test cineva (în schița din dreapta: C) trebuie să discearnă între o altă persoană (B) și o mașină (A), fără să-i vadă, doar pe baza răspunsurilor acestora la întrebări. Răspunsurile se dau și ele numai în scris, de ex. pe o imprimantă. Dacă răspunsurile mașinii sunt atât de bune încât cel care pune întrebările nu reușește să-și dea seama exact cine este o persoană și cine o mașină, atunci mașina a trecut testul și se poate spune că ea gândește. 
Turing presupunea că în jurul anului 2000 computerul va ajunge la performanța de a îl putea induce în eroare pe cel ce pune întrebările - în cel puțin 30 % din cazuri. 
La această variantă de testare s-au ridicat în principal două tipuri de întrebări:
- întrebări tehnice, de genul: se poate construi o mașină (A) atât de "inteligentă" încât permite să i se ghicească identitatea în cel mult 70 % din cazuri?
- întrebări epistemice: oare un Test Turing oferă un temei valid pentru a acorda acelei mașini statutul de "entitate gânditoare"?

## Istorie

### ELIZA și PARRY
"Chatbot-ul ELIZA" funcționează pe baza unor cuvinte cheie predefinite. Dacă un cuvânt cheie este găsit, atunci se aplică o regulă care transformă comentariile utilizatorului și returnează rezultatul acestei operațiuni. Dacă nu este găsit nici un cuvânt cheie, ELIZA va răspunde fie cu un răspuns generic, fie prin repetarea unuia dintre comentariile anterioare. Weizenbaum a dezvoltat ELIZA astfel încât să reproducă comportamentul unui psihoterapeut rogersian, permițându-i programului să fie "liber de a-și asuma rolul de a nu cunoaște aproape nimic din lumea reală". Cu aceste tehnici, programul lui Weizenbaum a fost în măsură să facă pe unii oameni să creadă că au purtat o conversație cu o persoană reală. Astfel, unii susțin că ELIZA ar fi unul din programele (probabil primul) capabil să trecă Testul Turing, deși acest punct de vedere este discutabil.
"Chatbot-ul PARRY" al lui Colby a fost descris ca fiind "ELIZA cu atitudine": acesta încearcă să imite comportamentul unui schizofrenic, folosind o abordare similară (dacă nu cumva mai avansată) cu cea folosită de Weizenbaum. PARRY a fost testat la începutul anilor 1970 folosind o variație a Testului Turing. Un grup de psihiatri cu experiență au analizat o combinație de pacienți reali și computere care rulau PARRY prin intermediul unei mașini telex. Unui alt grup de 33 de psihiatri le-au fost arătate transcrieri ale convorbirilor. Celor două grupuri le-a fost cerut să identifice care dintre pacienți sunt ființe umane și care sunt programe. Psihiatrii au reușit doar în 48% din cazuri să identifice corect pacienții.

### The Chinese room(Camera Chineză)
John Searle a propus în lucrarea sa "Minds, Brains, and Programs" ("Minți, Creiere și Programe"), 1980, un argument împotriva Testului Turing, cunoscut sub numele de experimentul "Camera Chineză". Searle a susținut că softwareul (cum ar fi ELIZA) ar putea trece Testul Turing pur și simplu prin manipularea de simboluri pe care nu le înțelege. Dar fără a le înțelege, acesta nu ar fi permis să fie descris ca fiind capabil să gândească (cum o fac oamenii). Searle ajunge la concluzia că Testul Turing nu poate dovedi că o mașină poate să gândească.
În anii 1980 și 1990 argumente precum cel adus de Searle au declanșat dezbateri intense cu privire la natura inteligenței, la posibilitatea de existență a unor mașini inteligente și la valoarea Testului Turing.

### Colocviul Turing
În 1990 a avut loc a patruzecea aniversare a primei publicări a lucrării lui Turing "Computing Machinery and Intelligence" ("Mașini de calcul și inteligență"), astfel interesul pentru Testul Turing fiind reînnoit. În acel an au avut loc două evenimente importante: primul a fost Colocviul Turing, care a avut loc în aprilie la Universitatea din Sussex, Regatul Unit, și a reunit cadre universitare și cercetători de la o mare varietate de discipline pentru a discuta Testul Turing; al doilea a fost formarea concursului anual "Loebner Prize".

### Loebner Prize
Loebner Prize este un concurs anual ce oferă posibilitatea punerii în practică a Testului Turing. Prima ediție a concursului a avut loc în noiembrie 1991. Hugh Loebner a menționat că acest concurs a fost creat pentru a da impulsuri noi cercetărilor din domeniul inteligenței artificiale. Un alt motiv ar fi acela că nimeni nu a încercat să implementeze Testul Turing, în ciuda faptului că timp de 40 de ani s-au purtat discuții pe această temă.
Medaliile de argint (pentru text) și aur (audio și vizual) ale concursului nu au fost niciodată câștigate. Cu toate acestea, medalia de bronz a fost acordată în fiecare an softului care, în opiniile juriului, prezintă comportamentul cel mai asemănător cu cel omenesc în timpul conversației.
Astfel, prima ediție a concursului a fost câștigată de un program lipsit de rațiune. Victoria acestui program se datorează în mare parte faptului că era capabil să imite greșeli umane de scriere.
Programul Artificial Linguistic Internet Computer Entity (A.L.I.C.E.) a reușit să câștige premiul de bronz de trei ori în 2000, 2001 și 2004. Jabberwacky a câștigat în 2005 și 2006. Câstigătorul ediției din 2008 este Elbot, care deși nu dispune de un comportament uman a reușit să ducă în eroare trei arbitri.
În primele ediții ale concursului Loebner Prize conversațiile erau restricționate astfel: conversațiile se purtau pe un subiect unic. În 1995, această regulă de resticționare a fost înlăturată. Durata interacțiunii dintre arbitru și entitate (mașină sau om) a variat de la o ediție a concursului la alta: în 2003 fiecărui arbitru uman i s-au permis cinci minute pentru a interacționa cu o entitate; între 2004 și 2007, timpul de interacțiune permis a fost de aproximativ douăzeci de minute; în 2008, durata de interogare permisă a scăzut la cinci minute; în 2009, arbitrii au avut la dispoziție 10 de minute pentru fiecare rundă: 5 minute pentru a conversa cu persoana umană și 5 minute pentru a conversa cu programul.

### Concursul Universității Reading din 2014
La 7 iunie 2014, o competiție de test Turing, organizată de Huma Shah și Kevin Warwick cu ocazia comemorării a 60 de ani de la moartea lui Turing, a fost organizată la Royal Society din Londra și a fost câștigată de robotul de chat rusesc Eugene Goostman. Într-un șir de conversații text de cinci minute, robotul a convins 33% din membrii juriului că este om. În juriu s-au aflat John Sharkey, un susținător al propunerii legislative de grațiere a lui Turing, profesorul de inteligență artificială Aaron Sloman și actorul Robert Llewellyn din Red Dwarf.
Organizatorii concursului au considerat că testul Turing ar fi fost astfel „trecut pentru prima dată” la acest eveniment, profesorul Kevin Warwick afirmând că „evenimentul a implicat mai multe teste comparative simultane decât oricând, a fost verificat independent și, cel mai important, conversațiile au fost nerestricționate. Un test Turing adevărat nu stabilește întrebările sau domeniul lor înainte de conversație.”

## Versiuni ale Testului Turing

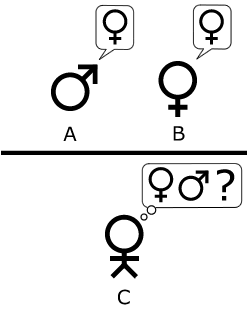
Jocul imitării așa cum a fost descris de Alan Turing în lucrarea "Tehnica de calcul și inteligența"

Există cel puțin trei versiuni primare a Testului Turing, dintre care două sunt descrise în lucrarea "Tehnica de calcul și inteligența", iar una în lucrarea lui Saul Traiger "Interpretare standard" ("Standard Interpretation"). Aceste trei versiuni nu sunt considerate ca fiind echivalente, punctele lor forte și punctele slabe sunt distincte.

### Jocul Imitării
Turing a propus un joc simplu care implică trei jucatori: primul jucător (A) - un bărbat, al doilea jucator (B) - o femeie și un jucător (C) cu rol de arbitru. Jocul presupune următoarele ipoteze: 
- arbitrul comunică cu ceilalți doi jucători prin intermediul notelor scrise, nefiindu-i permis să-i vadă
- prin intermediul întrebărilor, arbitrul trebuie să determine care dintre cei doi jucători este bărbat și care femeie
- rolul primului jucător este acela de a păcăli arbitrul astfel încât acesta să ia o decizie eronată
- rolul celuilalt jucator este acela de a-l ajuta pe arbitru să ia decizia corectă

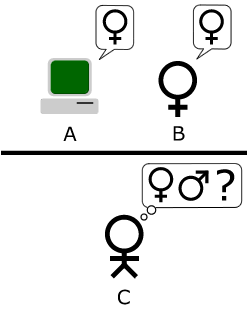
Jocul imitării în care jucătorul A este înlocuit de calculator.

Turing a propus ca rolul primului jucatorul (A) să-i revină calculatorului.

### Interpretarea standard
S-a ajuns la concluzia că scopul Testului Turing nu este neapărat acela de a determina dacă un calculator este sau nu capabil de a-l induce pe arbitru în eroarea de a-l crede femeie, ci mai degrabă dacă este sau nu capabil să imite un om.
În această versiune, primul jucator este un computer, pe când al doilea este o persoană (femeie sau bărbat). Rolul arbitrului este acela de a determina care este om și care calculator.

### Neclarități
"Ar trebui arbitrul să știe despre existența calculatorului?" - Turing nu specifică clar dacă arbitrul ar trebui, sau nu, să știe faptul că unul dintre participanți este un computer.
Când Colby, F.D. Hilf, S. Weber și A.D. Kramer au testat chatbot-ul PARRY, ei au făcut acest lucru presupunând că arbitrii nu au nevoie să știe că unul sau mai mulți dintre cei intervievați sunt de fapt computere. Așa cum au evidențiat Ayse Saygin și alții, acest lucru este de mare importanță în ceea ce privește punerea în aplicare și rezultatul testului. Huma Shah și Kevin Warwick, care au participat la organizarea Testelor Turing, nu sunt de acord cu acest punct de vedere, susținând că verdictul unor arbitri ar putea fi diferit în cazurile că ei știu, sau nu, de existența computerelor. Deși în ediția a 18-a a concursului Loebner Prize judecătorilor nu li s-a spus în mod explicit, unii dintre aceștia au presupus că fiecare pereche (formată din cei doi jucători ascunși - A și B) ar fi formată dintr-un computer și o persoană. Erorile de ortografie i-au trădat pe oameni, pe când mașinile au fost identificate după viteza uimitoare de a răspunde. Aceste fapte îngreuiază mult interpretarea rezultatelor.

## Puncte forte ale testului
Puterea Testului Turing derivă din faptul că se poate conversa pe orice temă. John Haugeland spune că "înțelegerea cuvintelor nu este suficientă, trebuie să fie înțeles la fel de bine și subiectul".
Pentru a putea trece un Test Turing bine conceput, mașina trebuie să folosească limbajul natural, rațiunea, să dispună de cunoștințe și să fie capabilă și să învețe.
Testul Feigenbaum este conceput pentru a profita de gama largă de subiecte disponibile la un Test Turing. Se compară abilitățile computerului cu cele ale experților într-un anumit domeniu, cum ar fi literatura de specialitate sau chimia.

## Puncte slabe ale testului
Testul Turing se bazează pe presupunerea că ființele umane pot aprecia inteligența unei mașini prin compararea comportamentului mașinii cu comportamentul uman. Fiecare element din această ipoteză a fost pus în discuție, unii cercetători din domeniul inteligenței artificiale punând la îndoială utilitatea testului.

### Inteligență umană comparată cu inteligența în general
Nu testează în mod direct dacă computerul are un comportament inteligent, ci doar dacă se comportă ca o ființă umană. Deoarece comportamentul uman și comportamentul inteligent nu sunt chiar exact același lucru, testul poate eșua în a măsura cu precizie inteligența în două moduri: 
Unele comportamente umane nu sunt inteligenteTestul Turing cere ca mașina să fie capabilă să imite toate comportamentele umane, indiferent dacă acestea sunt sau nu inteligente. Astfel se testează și comportamente pe care nu le-am putea considera inteligente (spre exemplu: predispoziție spre insulte, tentația de a minți, sau pur și simplu o frecvență mare de greșeli de scriere). Dacă o mașină nu poate imita comportamentul uman în detaliu, atunci ea va pierde testul.
Această constatare a fost comentată revista de știri săptămânală The Economist într-un articol intitulat „Prostia artificială” („Artificial Stupidity”), publicat la scurt timp după prima competiție Loebner Prize în 1992. Articolul menționează că victoria câștigătorului primei competiții Loebner a fost datorată, cel puțin în parte, capacității sale de a "imita erori de scriere umane". Turing însuși a sugerat că programele adaugă intenționat erori în răspunsurile lor, ca să devină „jucători” mai buni ai jocului.
Unele comportamente inteligente nu sunt umaneTestul Turing nu se ocupă de comportamentele extrem de inteligente, cum ar fi capacitatea de a rezolva probleme dificile. De fapt, cere în mod expres înșelăciune din partea mașinii: dacă mașina este mai inteligentă decât o ființă umană medie, atunci trebuie să evite în mod intenționat să pară prea inteligentă. Dacă ar reuși să rezolve o problemă de calcul imposibil de rezolvat pentru oameni, atunci arbitrul ar ști imediat că are de-a face cu un program, iar mașina nu ar trece testul.

### Inteligență reală comparată cu inteligența simulată
Este testat doar modul în care se comportă obiectul (comportamentul exterior al mașinii). În această privință se asumă definiția inteligenței din punct de vedere comportamental sau funcțional. Spre exemplu, ELIZA a arătat că o mașină care trece testul poate fi capabilă de a simula comportamentul uman conversațional atunci când urmează doar o listă simplă (dar bogată) de reguli mecanice, fără a fi nevoită să gândească sau a avea vreo minte.
John Searle susține că comportamentul extern nu poate fi utilizat pentru a determina dacă o mașină gândește sau pur și simplu simulează gândirea. Argumentul său „The Chinese Room” este destinat să arate faptul că, deși Testul Turing reprezintă o definiție operatională bună a inteligenței, acesta nu poate indica dacă mașina are vreo minte, conștiință sau intenționalitate.

### Impracticabilitate și irelevanța: Testul Turing și cercetarea IA
Cercetătorii principali ai IA susțin că încercarea de a treace Testul Turing reprezintă doar o distragere a atenției de la cercetări mult mai fructuoase. Stuart Russell și Peter Norvig au scris: „Cercetătorii IA au acordat o atenție scăzută trecerii Testului Turing". Există mai multe motive: 
- În primul rând, există modalități mai ușoare de a-și testa programele. Cele mai multe curente de cercetare în domeniile legate de IA vizează obiective specifice și modeste, cum ar fi programarea automată (automated scheduling), recunoașterea obiectelor sau și probleme de logistică.
- În al doilea rând, crearea de simulări de viață ca cea a ființelor umane deja este în sine o problemă dificilă, care nu-i nevoie a fi rezolvată pentru realizarea obiectivelor de bază ale cercetării IA. Caractere umane credibile pot fi interesante într-o operă de artă, un joc sau o interfață sofisticată cu utilizatorul, dar ele nu fac parte din știința de a crea mașini inteligente, mașini care să rezolve probleme folosindu-se de inteligență.

Russell și Norvig sugerează o analogie cu istoria zborului: avioanele sunt testate dacă zboară bine, dar nu în comparație cu păsările.
- În al treilea rând, dacă nivelul de inteligență al Testului Turing este vreodată atins, atunci testul nu va mai fi de niciun folos la construirea sau evaluarea sistemelor inteligente care să depășească inteligența umană. Din acest motiv au fost propuse mai multe alternative de testare, care ar fi în măsură să evalueze sistemele super-inteligente.

Turing, la rândul său, nu a intenționat niciodată ca testul său să fie utilizat ca o măsură practică, de zi cu zi, a inteligenței programelor IA; el a vrut să ofere un exemplu clar și ușor de înțeles pentru a ajuta la dezbaterile filosofice despre inteligența artificială.

## Predicții
Turing a prezis că mașinile ar fi capabile, într-un final, să treacă testul; de fapt, el a estimat că până în anul 2000, mașinile cu 10^9 biți (aproximativ 120 MB) de memorie ar putea să păcălească treizeci la sută dintre arbitrii umani într-un test de cinci minute. El a mai prezis că „machine learning” ar deveni o parte importantă a construcției de mașini puternice, o afirmație considerată plauzibilă de către cercetătorii contemporani.
„The Long Bet Project” este un pariu de 20.000 de dolari între Mitch Kapor (pesimist) și Kurzweil (optimist). Ei au pariat pe faptul dacă un computer va trece testul Turing, până în anul 2029.